# Mantelübergangszone

Die Mantelübergangszone (MTZ) ist im seismologischen IASP91-Modell durch Geschwindigkeitsanstiege gekennzeichnet

Die Mantelübergangszone ist geophysikalisch durch signifikante Geschwindigkeitssprünge seismischer Wellen definiert und liegt im Mittel zwischen 410 und 660 km Tiefe. Die Übergangszone ist gekennzeichnet durch einen Anstieg der Dichte von 3,42 g/cm³ im untersten oberen Erdmantel auf 3,9 g/cm³ im obersten unteren Erdmantel.

## Phasenübergänge
Die Wechsel der Wellengeschwindigkeiten können heute auf im Wesentlichen drei Phasenübergänge bestimmter Minerale zurückgeführt werden (bei den Tiefenangaben handelt es sich um globale Mittelwerte):
- der im oberen Erdmantel stabile Olivin geht ab 410 km Tiefe in Wadsleyit und später
- ab ca. 520 km Tiefe in Ringwoodit über.
- Die Unterkante der Übergangszone bildet der Phasenübergang von Ringwoodit zu Mg-Perowskit und Magnesiowüstit in durchschnittlich 660 km Tiefe.

## Bedeutung für die Geodynamik
Die Mantelübergangszone stellt aufgrund der Phasenübergänge und der hier auftretenden dichteren Gesteine anfangs ein Hindernis für eine weitergehende Subduktion und damit eine Ganzmantelkonvektion dar. Nach neueren Erkenntnissen scheint allerdings ein Abtauchen der Plattenreste bis an die Kern-Mantel-Grenze sehr wahrscheinlich.
Einer Studie zufolge könnte es in der Übergangszone auch zu partieller Aufschmelzung oder/und Entwässerung von ehemals ozeanischer Kruste kommen, wodurch Manteldiapire entstehen könnten. Einschlüsse von Majorit in Diamanten belegen eine Herkunft von Gesteinen mindestens aus der Mantelübergangszone.